# Георгій Янков
Георгій Янков (болг. Георги Янков; нар. 1 березня 1859, Болград, Об'єднане князівство Волощини та Молдови — пом. 3 листопада 1920, Софія — болгарський офіцер, полковник, адвокат. Учасник російсько-турецької війни (1877—1878).

## Біографія
Народився 1 березня 1859 в Болграді, Об'єднане князівство Волощини та Молдови в сім'ї болгар — іммігрантів з Ямболско. Закінчив Болградську гімназію і з початком російсько-турецької війни (1877—1878) вступив добровольцем у 2-гу роту 7-го батальйону болгарських ополченців-добровольців. У 1878 він був призначений унтер-офіцером російської армії. Після звільнення він вступив на перший курс військового училища в Софії і 10 травня 1879 отримав звання лейтенанта і призначений в 21-й батальйон. 30 серпня 1885 отримав звання капітана.

## Сербсько-болгарська війна (1885)
У Сербсько-болгарськії війні (1885) був комендантом Пірота і зробив великий внесок в управління містом. За свої заслуги під час війни він був нагороджений орденом «Святого Олександра» V ступеня.
Після війни брав участь у спробі повалення князя Олександра I Баттенберга. 14 лютого 1895 був призначений підполковником російської армії.

## Балканська війна (1912—1913)
Під час Балканської війни (1912—1913) був мобілізований і служив прокурором військово-польового суду третьої армії.

## Перша світова війна (1915—1918)
Під час Першої світової війни (1915—1918) підписав лист протесту Фердинанда І про невтручання Болгарії у війну на боці Центральних держав.
Помер 3 листопада 1920 в Софії.

## Нагороди
- Орден «Святого Олександра» V ступеня з мечами.